# Crni Vrh (Zlatibor)
Pour les articles homonymes, voir Crni Vrh.
Le mont Crni Vrh (en serbe cyrillique : Црни Врх) est un sommet des monts Zlatibor, un massif situé dans la région de Stari Vlah au sud-ouest de la Serbie. Il s'élève à une altitude de 1 177 m.